# Шароле (порода)
Шароле́ (фр. Charolaise) — порода великої рогатої худоби м'ясного напрямку. Виведена в 18 столітті у Франції в районі Шароле, що межує зі Швейцарією. Худоба шаролезької породи, поряд з італійською кіанською, найбільша серед інших порід м'ясного напряму продуктивності. Породу отримали схрещуванням місцевої гірської породи з симентальською породою, а в середині 19 століття для підвищення скороспілості її схрещували з шортгорнською породою.
Масть тварин кремово-біла. Тварини великі, в них типова м'ясна будова тіла. Голова невелика, з широким лобом, роги помірно довгі, тулуб глибокий, видовжений, спина пряма, м'язиста. Жива маса корів становить 700—800 кг, бугаїв — 1000—1200 кг, молодняк віком до 18 місяців досягає ваги 450—650 кг. Забійний вихід 60—65 %, до 70 %. М'ясо високої якості, нежирне. Тварини витривалі, швидко відгодовуються. Вони добре акліматизуються, характеризуються нормальною відтворною здатністю, добре ростуть і розвиваються. Одна з негативних ознак цієї породи — важкий перебіг отелень. Молочність корів становить 1700—1900 кг, в окремих стадах 2500 кг. Молодняк характеризується інтенсивним ростом. Середня жива маса бичків 8-місячного віку становить 306—354 кг, телиць — 281—297 кг.
Розводять худобу породи шароле в багатьох країнах Європи, Північної і Південної Америки та інших. В Україні шароле використовувалися для промислового схрещування і поліпшення м'ясних якостей інших порід худоби, створення чернігівського та придніпровського типів м'ясної худоби.